# Fadar-Fadar Sud
Fadar-Fadar Sud est une commune située dans le département de Tin-Akoff, dans la province d'Oudalan, région du Sahel, au Burkina Faso.